# VM i futsal (kvinder)
VM i Futsal er en futsalturnering der afholdes af FIFA. Turneringen er indtil videre kun afholdt en enkelt gang.

## Medaljetagere
| VM                     | Værtsland | Guld      | Sølv     | Bronze  |
| ---------------------- | --------- | --------- | -------- | ------- |
| VM Futsal kvinder 2010 | Spanien   | Brasilien | Portugal | Rusland |